# Robert Lamoureux
Robert Lamoureux (4 de enero de 1920 – 29 de octubre de 2011) fue un actor, humorista, dramaturgo, director, poeta, letrista y guionista de nacionalidad francesa.

## Biografía
Su nombre completo era Robert Marcel Adolphe Lamoureux, y nació en Saint-Mandé, Francia, en el seno de una familia de origen modesto. Lamoureux abandonó los estudios tras la escuela primaria, llevando a cabo diferentes trabajos a partir de los 19 años de edad. Participó en la Segunda Guerra Mundial y, tras la contienda, fue contable en las minas de carbón de Béchar, en Argelia. Posteriormente, volvió a París, donde trabajó como agente comercial de máquinas de escribir.
Robert Lamoureux inició su carrera artística en el cabaret, en 1949, interpretando sus propias canciones y recitando monólogos de humor. Fue un precursor de lo que hoy es conocido como humor stand-up. Era un artista completo, y tocaba todas las facetas del espectáculo: music-hall, disco, radio, teatro… Fue autor de catorce piezas agradables y divertidas, no exentas de una cierta crítica social, algunas de las cuales se representaron durante varios años y han sido reestrenadas, como fue el caso de La sopera en 1971 o L'Amour foot en 1993. 
En 1950 Lamoureux recibió un Premio de la Académie Charles-Cros por la canción Papa, maman, la bonne et moi, antes de interesarse por el cine. En los años 1950 obtuvo buenos éxitos con comedias de teatro de bulevar, protagonizadas por un personaje delgado, atractivo y divertido. En 1954 se rodó Papa, maman, la bonne et moi, película de Jean-Paul Le Chanois inspirada en uno de sus números de cabaret, estrenándose al siguiente año Papa, maman, ma femme et moi, del mismo director. En 1955 actuó con Betsy Blair en Rencontre à Paris. Dos veces interpretó a Arsenio Lupin: en 1956, en Les Aventures d'Arsène Lupin, de Jacques Becker, y en 1959 en Signé Arsène Lupin, de Yves Robert. 
En 1960 pasó tras las cámaras para dirigir adaptaciones al cine de sus piezas de teatro de bulevar (Ravissante y La Brune que voilà), que consiguieron el favor del público, pero no de la crítica. Tras un largo paréntesis, Robert Lamoureux volvió a dirigir, reinventando el vodevil militar con la serie de películas formada por Mais où est donc passée la septième compagnie ? (1973), On a retrouvé la septième compagnie (1975) y La Septième Compagnie au clair de lune (1977). 
En 1977 interpretó uno de sus mejores papeles cinematográficos, sutil y agridulce, en L'Apprenti salaud (1977), de Michel Deville. Pero Lamoureux reconocía que el cine le aburría, por lo que centró principalmente su carrera en el teatro. 
Robert Lamoureux escribió canciones como Papa, maman, la bonne et moi o Histoire de roses, además de algunos poemas, entre ellos L’éloge se la fatigue. En 1972 tuvo un conflicto con Claude François, pues Lamoureux había escrito una canción, Viens à la maison, que tenía el mismo título que una cantada por François. Las acusaciones de plagio fueron rechazadas pero, a fin de evitar confusiones, la canción interpretada por Claude François llevó finalmente el título Y'a le printemps qui chante (Viens à la maison).
Lamoureux se casó en segundas nupcias con Magali Vendeuil, actriz pensionnaire de la Comédie-Française, fallecida el 12 de enero de 2009, con la que tuvo una hija. Con su primera esposa, Simone Chailneau, una amiga de la infancia con la que estuvo casada 22 años, tuvo tres hijos. 
Robert Lamoureux falleció en Boulogne-Billancourt, Francia, en 2011, tras sufrir un coma. Fue enterrado junto a su esposa en Neauphle-le-Vieux, tras un funeral celebrado en la iglesia de Boulogne-Billancourt.

## Teatro

### Autor
- 1957 : La Brune que voilà
- 1959 : Un rossignol chantait
- 1967 : Frédéric
- 1970 : Échec et meurtre
- 1971 : La sopera
- 1974 : Le Charlatan
- 1980 : Diable d'homme
- 1986 : Le Tombeur
- 1987 : La Taupe
- 1989 : Adélaïde 90
- 1993 : L'Amour foot
- 1996 : Si je peux me permettre

### Actor
- 1951 : Ombre chère, de Jacques Deval, escenografía del autor, Théâtre Édouard VII
- 1954 : La Manière forte, de Jacques Deval, escenografía del autor, Théâtre de l'Athénée
- 1958 : La Brune que voilà, de Robert Lamoureux, escenografía del autor, Théâtre des Variétés
- 1959 : La Brune que voilà, de Robert Lamoureux, escenografía del autor, Théâtre des Célestins
- 1959 : Un rossignol chantait, de Robert Lamoureux, escenografía de Jean Marais, Théâtre des Variétés
- 1962 : Turlututu, de Marcel Achard, escenografía de Jean Meyer, Théâtre Antoine
- 1964 : Jo, de Claude Magnier, escenografía de Jean-Pierre Grenier, Théâtre des Nouveautés
- 1967 : Faisons un rêve, de Sacha Guitry, escenografía de Robert Lamoureux, Théâtre des Célestins
- 1967 : Frédéric, de Robert Lamoureux, escenografía de Pierre Mondy, Théâtre Edouard VII y giras Herbert-Karsenty en 1968-1969
- 1968 : Désiré, de Sacha Guitry, escenografía de Pierre Dux, Théâtre du Gymnase Marie-Bell y Théâtre du Palais-Royal
- 1969 : Domino, de Marcel Achard, escenografía de Pierre Mondy, Théâtre des Variétés
- 1969 : Frédéric, de Robert Lamoureux, escenografía de Pierre Mondy, Espace Cardin
- 1969 : Échec et meurtre, de Robert Lamoureux, escenografía de Jean Piat, Espace Cardin y giras Herbert-Karsenty en 1970-1971
- 1971 : La sopera, de Robert Lamoureux, escenografía de Robert Lamoureux y Francis Joffo, Théâtre Édouard VII y giras Herbert-Karsenty en 1972-1973
- 1974 : Le Charlatan, de Robert Lamoureux, escenografía de Francis Joffo, Théâtre des Bouffes-Parisiens
- 1976 : Knock ou le Triomphe de la médecine, de Jules Romains, escenografía de Jean Meyer, Théâtre des Célestins y giras Herbert-Karsenty en 1975-1976
- 1980 : Le Charlatan, de Robert Lamoureux, escenografía de Francis Joffo, Théâtre des Célestins y giras Herbert-Karsenty en 1979-1980
- 1980 : Diable d'homme, de Robert Lamoureux, escenografía de Daniel Ceccaldi, Théâtre des Bouffes-Parisiens y giras Herbert-Karsenty
- 1984 : Le Dindon, de Georges Feydeau, escenografía de Jean Meyer, Théâtre du Palais-Royal
- 1985 : La Prise de Berg-Op-Zoom, de Sacha Guitry, escenografía de Jean Meyer, Théâtre des Célestins
- 1986 : La Prise de Berg-Op-Zoom, de Sacha Guitry, escenografía de Jean Meyer, Théâtre des Nouveautés y Théâtre de la Michodière
- 1986 : Le Tombeur, de Robert Lamoureux, escenografía de Jean-Luc Moreau, Théâtre des Variétés
- 1987 : La Taupe, de Robert Lamoureux, escenografía de Francis Joffo, Théâtre Antoine y giras Herbert-Karsenty en 1986-1987
- 1989 : Adélaïde 90, de Robert Lamoureux, escenografía de Francis Joffo, Théâtre Antoine y giras Herbert-Karsenty en 1989-1990
- 1992 : L'Amour foot, de Robert Lamoureux, escenografía de Francis Joffo, Théâtre Antoine y giras Herbert-Karsenty en 1991-1992
- 1996 : Si je peux me permettre, de Robert Lamoureux, escenografía de Francis Joffo, Théâtre des Nouveautés
- 1999 : Si je peux me permettre, de Robert Lamoureux, escenografía de Francis Joffo, Théâtre Saint-Georges
- 2002 : Le Charlatan, de Robert Lamoureux, escenografía de Francis Joffo, Théâtre du Palais-Royal

## Cine

### Director
- 1960 : Ravissante
- 1960 : La Brune que voilà
- 1973 : Mais où est donc passée la septième compagnie ?
- 1974 : Impossible... pas français
- 1975 : On a retrouvé la septième compagnie
- 1975 : Opération Lady Marlène
- 1977 : La Septième Compagnie au clair de lune

### Actor

#### Cine
- 1951 : Le Roi des camelots´, de André Berthomieu
- 1951 : Le Don d'Adèle, de Émile Couzinet
- 1951 : Au fil des ondes, de Pierre Gautherin
- 1951 : Chacun son tour, de André Berthomieu
- 1952 : Allô... je t'aime d'André Berthomieu : Pierre Palette
- 1953 : Lettre ouverte, de Alex Joffé
- 1953 : L'incantevole nemica, de Claudio Gora
- 1953 : Virgile, de Carlo Rim
- 1954 : Escalier de service, de Carlo Rim
- 1954 : Papa, maman, la bonne et moi, de Jean-Paul Le Chanois
- 1955 : Village magique, de Jean-Paul Le Chanois
- 1955 : Si Paris nous était conté, de Sacha Guitry
- 1956 : Papa, maman, ma femme et moi, de Jean-Paul Le Chanois
- 1956 : Rencontre à Paris, de Georges Lampin
- 1956 : Une fée… pas comme les autres, de Jean Tourane
- 1957 : L'amour est en jeu, de Marc Allégret
- 1957 : Les Aventures d'Arsène Lupin, de Jacques Becker
- 1958 : La Vie à deux, de Clément Duhour
- 1959 : Signé Arsène Lupin, de Yves Robert
- 1960 : La Française et l'Amour: La Femme seule, de Jean-Paul Le Chanois
- 1960 : Ravissante, de Robert Lamoureux
- 1960 : La Brune que voilà, de Robert Lamoureux
- 1973 : Mais où est donc passée la septième compagnie ?, de Robert Lamoureux
- 1974 : Impossible... pas français, de Robert Lamoureux
- 1975 : On a retrouvé la septième compagnie, de Robert Lamoureux
- 1975 : Opération Lady Marlène, de Robert Lamoureux
- 1977 : L'Apprenti salaud, de Michel Deville
- 1991 : Le Jour des rois, de Marie-Claude Treilhou

#### Televisión
- 1970-1971 : Au théâtre ce soir
- 1975 : Ne coupez pas mes arbres
- 1981 : Le charlatan
- 1983 : Emmenez-moi au théâtre: La soupière
- 1984 : Diable d'homme!
- 1986 : Maguy
- 1986 : Le dindon
- 1989 : La taupe
- 1992 y 1994 : La guerre des privés
- 1994 : L'amour foot

## Poemas, monólogos, canciones
- CD « Papa, maman, la bonne et moi : Robert lamoureux », Believe / Rym Musique, 2000, 19 títulos:
  - De quoi donc tu causes ? (canción)
  - Papa, Maman, la bonne et moi (canción; letra y música de Robert Lamoureux)
  - La plupart du temps
  - Souris à la vie (canción)
  - Le dernier de la classe
  - Viens à la maison (canción)
  - Qu'est-ce que tu crois ? (canción)
  - Éloge de la fatigue
  - La chasse au canard
  - Banlieue (canción)
  - Liberté Java (canción)
  - Histoire de roses (canción; letra y música de Robert Lamoureux) — otros intérpretes: Patachou (1950), Renée Lamy, Lucette Raillat
  - Éloge de mon prénom
  - Lettre à Dédé
  - J'aurais aimé savoir chanter (canción)
  - Saint-Mandé
  - Voyage en Italie
  - Enfantillage
  - Passé simple

- Álbum « J'ai un moral à tout casser »:
  - J'ai un moral à tout casser
  - Viens pas trop tard
  - La voiture d'occasion
  - Le printemps
  - Métro (canción; letra de Robert Lamoureux — música de Henri Bourtayre) — otro intérprete : Yves Montand
  - Fanfan la Tulipe
  - Foire du Trône (canción; letra de Robert Lamoureux — música de René Delauney)
  - Le déménagement
  - Laissez-les s'envoler — Geneviève Guitry
  - Cinq à sept — Harry Séguéla
  - Le trac

- Álbum « […] » :
  - Hold-up
  - Retour de vacances
  - Le tour de France / La chasse à cour

## Premios
- 1950 : Premio de la Académie Charles-Cros por Papa, maman, la bonne et moi[5]
- 2000 : Oficial de la Legión de Honor[5]
- 2009 : Medalla Grand Vermeil, de la Ciudad de París[6]